# Clozapine
Clozapine, được bán dưới tên thương hiệu Clozaril cùng một số tên khác, là một loại thuốc chống loạn thần không điển hình. Thuốc này chủ yếu được sử dụng cho bệnh tâm thần phân liệt nếu bệnh không tiến triển sau khi sử dụng các loại thuốc chống loạn thần khác. Ở những người bị tâm thần phân liệt hoặc rối loạn tâm thần phân liệt, chúng có thể làm giảm tỷ lệ hành vi tự tử. Thuốc này hiệu quả hơn thuốc chống loạn thần điển hình và hiệu quả cho cả những người có khả năng bị nhờn thuốc. IChúng được dùng bằng cách uống.
Clozapine có liên quan đến nguy cơ tương đối cao là giảm lượng các tế bào máu trắng, có thể dẫn đến tử vong. Để giảm nguy cơ này, ta nên theo dõi máu thường xuyên. Các nguy cơ nghiêm trọng khác bao gồm co giật, viêm tim, mức đường trong máu cao, và ở những người lớn tuổi bị rối loạn tâm thần do chứng mất trí nhớ, là tăng nguy cơ tử vong. Tác dụng phụ thường gặp bao gồm buồn ngủ, khô miệng, huyết áp thấp, gặp khó khăn và chóng mặt. Rối loạn vận động vĩnh viễn có khả năng xảy ra ở khoảng 5% số người. Cơ chế hoạt động của thuốc này vẫn chưa hoàn toàn rõ ràng.
Clozapine lần đầu tiên được sản xuất vào năm 1958 và được bán thương mại vào năm 1972. Đó là thuốc chống loạn thần không điển hình đầu tiên. Nó nằm trong danh sách các thuốc thiết yếu của Tổ chức Y tế Thế giới, tức là nhóm các loại thuốc hiệu quả và an toàn nhất cần thiết trong một hệ thống y tế. Chúng có sẵn dưới dạng thuốc gốc. Chi phí bán buôn ở các nước đang phát triển là từ 0,05 đến 2,10 USD mỗi ngày tính đến năm 2014.